# Theodorus (Konsul 505)
Flavius Theodorus war ein römischer patricius und Konsul im frühen 6. Jahrhundert n. Chr.
Theodorus gehörte zur alten aristokratischen Familie der Decier. Er war Sohn des Konsuls des Jahres 480, Caecina Decius Maximus Basilius. Nach einem Besuch des Ostgotenkönigs Theoderich in Rom im Jahr 500 wurde Theodorus von ihm, als Nachfolger des Liberius, zum praefectus praetorio von Italien ernannt. Im Jahr 505 bekleidete Theodorus das Konsulat. Im Jahr 509, er war schon in dieser Zeit zum patricius ernannt worden, hatte sich Theodorus mit seinem Bruder Inportunus wegen Gewalttätigkeiten bei den Wettrennen in Rom zu verantworten. 
Sein älterer Bruder Albinus (Konsul des Jahres 493) wurde 522/23 in eine politische Affäre verwickelt, die ihn letztlich wohl das Leben kostete. Im Herbst 525 begleitete Theodorus mit Inportunus und Agapitus den Papst Johannes I. nach Ravenna, um Theoderich zu einer milderen Politik gegenüber der katholischen Kirche umzustimmen. Theodorus  wurde mit diesen, dem Papst und einigen Bischöfen von Theoderich nach Konstantinopel gesandt, um die Forderungen des Königs beim Kaiser Justin I. durchzusetzen. Nach der Rückkehr nach Ravenna wurde Theodorus mit den anderen von Theoderich ins Gefängnis geworfen, etwa Anfang Mai 526. Sein weiteres Schicksal ist unbekannt.